# Licornul (constelație)
Licornul (în greaca veche Μονόκερως - Monoceros - traducându-se prin Unicornul sau Licornul) este o constelație din sudul ecuatorului ceresc.

## Descriere și localizare

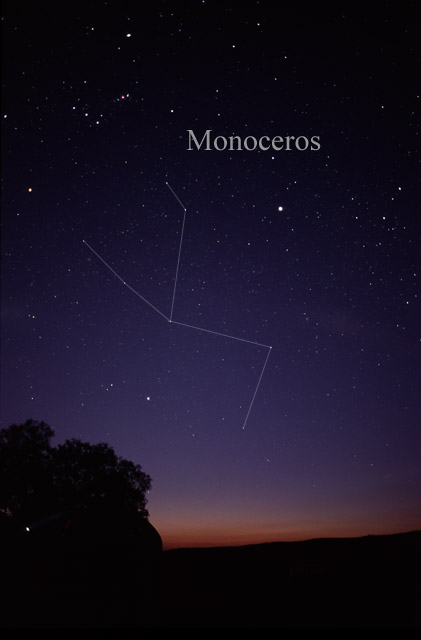
Constelația Licornul văzută cu ochiul liber. Pentru identificarea mai ușoară au fost trasate linii între stele.

Licornul este o constelație mai puțin vizibilă aflată în estul faimosului Orion și în nordul celei mai luminoase stele din Câinele Mare (și de pe cer) - Sirius. Numai două dintre stelele sale ating o magnitudine aparentă mai mică de 4. 
Prin Licornul trece banda luminoasă a Căii Lactee și de aceea constelația conține o serie de obiecte nebulare precum roiul stelar deschis înregistrat în Catalogul Messier sub denumirea de M50 și Nebuloasa Rosetta.
Coordonate:  07h 09m 00s, −05° 44′ 24″